# Cichlasoma trimaculatum
Cichlasoma trimaculatum  o vidriada (?) és una espècie de peix de la família dels cíclids i de l'ordre dels perciformes.

## Morfologia
Els mascles poden assolir els 36,5 cm de longitud total.

## Distribució geogràfica
Es troba a l'Amèrica Central: als rius del vessant pacífic des de Mèxic fins al Salvador.